# Clossiana tana
Clossiana tana är en fjärilsart som beskrevs av Arthur Francis Hemming 1934. Clossiana tana ingår i släktet Clossiana och familjen praktfjärilar. Inga underarter finns listade i Catalogue of Life.